# Ngày Chủ nhật đẫm máu
Ngày Chủ Nhật đẫm máu hay Ngày Chủ Nhật đỏ (tiếng Nga: Крова́вое воскресе́нье, chuyển tự: Krovávoye voskresén'e, IPA: [krɐˈvavəɪ vəskrʲɪˈsʲenʲjɪ]) là tên của một loạt các sự kiện xảy ra trong Chủ Nhật, ngày 22 tháng 1 năm 1905 tại Saint Petersburg, Nga, khi những người biểu tình không được vũ trang, dẫn đầu bởi cha Georgy Gapon, bị bắn bởi binh lính của đội cận vệ hoàng gia khi họ đang tiến đến Cung điện mùa đông để đưa ra kiến nghị đối với Sa hoàng Nikolai II của Nga
Ngày chủ nhật đẫm máu đã gây ra những hậu quả nghiêm trọng cho Quân chủ chuyên chế Sa hoàng đang cai trị nước Nga: sự kiện này ở St. Peterburg gây ra sự phẫn nộ trong công chúng và một loạt các cuộc đình công lớn lan rộng tại các trung tâm công nghiệp của Đế quốc Nga. Thảm sát trong ngày chủ nhật đẫm máu được xem là khơi mào cho Cách mạng Nga (1905). Ngoài Cách mạng Nga 1905, sử gia như Lionel Kochan trong cuốn sách của mình "Cách mạng Nga 1890 - 1918" còn xem sự kiện này như là một trong những sự kiện chính dẫn đến cuộc Cách mạng Nga (1917).

## Bối cảnh
Sau Cải cách giải phóng 1861 bởi Sa Hoàng Aleksandr II của Nga, tại nhiều thành phố công nghiệp của Nga bắt đầu xuất hiện tầng lớp lao động có nguồn gốc từ nông dân. Trước Cải cách, không có tầng lớp lao động nào được tạo lập bởi vì nô lệ làm việc tại các thành phố chủ yếu để kiếm thêm thu nhập trong khi vẫn bị ràng buộc với đất đai và địa chủ. Mặc dù điều kiện làm việc tại các thành phố rất tồi, họ chỉ được thuê làm trong một thời gian ngắn và phải trở về làng quê khi công việc hoàn thành hoặc đến thời điểm quay trở lại với công việc đồng áng.
Cải Cách giải phóng nô lệ dẫn đến việc thành lớp tầng lớp lao động dài hạn trong khu vực nội thị, tạo nên sự căng thẳng trong xã hội Nga truyền thống. Nông dân bị áp chế bởi các mối quan hệ xã hội mới, một chế độ hà khắc bởi các quy định nhà máy và điều kiện căng thẳng của cuộc sống thành thị. Tổ chức mới các công nhân có xuất thân từ nông dân này chiếm phần lớn ở các thành phố. Không có kỹ năng, nông dân thường sẽ nhận được lương thấp, làm việc trong môi trường không đảm bảo an toàn và thời gian làm việc kéo dài tới 15 tiếng một ngày. Mặc dù một vài người có quan hệ ruột thịt với chủ lao động, chủ nhà máy thường xuất hiện thường xuyên hơn so với quý độ địa chủ. Dưới chế độ nô lệ, nông dân có ít hoặc không có quan hệ với chủ đất. Trong xã hội đô thị mới, tuy nhiên, chủ nhà máy thường sử dụng quyền lực tuyệt đối để lạm dụng sức lao động. Điều này được thể hiện rõ nết qua việc giờ làm việc dài, lương thấp và thiếu các điều kiện bảo hộ lao động, là những nguyên nhân chính dẫn đến đình công tại Nga.

### Các cuộc đình công đầu tiên
Trong tiếng Nga, từ "đình công" được gọi là stachka, bắt nguồn từ một từ cổ stakat’sia- ám chỉ một hành động phạm tội. Do vậy, luật pháp Nga thường xem đình công như là các hành động phạm tội có âm mưu và châm ngòi cho việc nổi loạn. Phản ứng của chính phủ, tuy nhiên, đã hỗ trợ cho các nỗ lực của công nhân và thúc đẩy đình công được xem như là công cụ hữu hiệu mà công nhân dùng để yêu cầu cải thiện điều kiện làm việc. Chính quyền Sa Hoàng thường can thiệp với hình phạt hà khắc, nhất là đối với lãnh đạo và các nhà diễn thuyết nhưng thường những yêu cầu của cuộc đình công được xem như là bằng chứng để các chủ lao đông phải sửa lại việc lạm dụng là nguyên nhân chính dẫn đến đình công.
Những thay đổi này tuy nhiên không thể làm thay đổi một hệ thống rõ ràng mất cân bằng mà trong đó chủ lao động là người được hưởng lợi. Điều này dẫn đến các cuộc đình công liên tiếp nổ ra và cuộc đình công công nghiệp lớn đầu tiên ở Nga, xảy ra vào năm 1870 tại St. Petersburg. Hiện tượng mới này là chất xúc tác cho nhiều cuộc đình công khác ở Nga, số lượng đình công đã tăng lên cho đến khi chúng đạt đến đỉnh điểm vào giữa năm 1884 và 1885 khi 4.000 công nhân đình công tại nhà máy bông của Morozov. Cuộc đình công lớn này đã khiến các quan chức xem xét lại các quy định để kiềm chế sự lạm dụng từ phía chủ lao động và đảm bảo an toàn tại nơi làm việc. Một đạo luật mới đã được thông qua vào năm 1886 yêu cầu người sử dụng lao động phải làm rõ điều kiện làm việc trong các nhà máy của họ bằng văn bản. Điều này bao gồm việc đối xử với công nhân, giờ làm việc của công nhân và các biện pháp phòng ngừa an toàn từ phía chủ lao động. Luật mới này cũng tạo ra bộ phận thanh tra nhà máy, những người được giao trách nhiệm giữ gìn sự ổn định tại nhà máy. Bất chấp những thay đổi này, hoạt động đình công một lần nữa đạt tỷ lệ cao trong thập niên 1890, dẫn đến việc hạn chế ngày làm việc xuống còn mười một tiếng rưỡi vào năm 1897.

### Cha Gapon

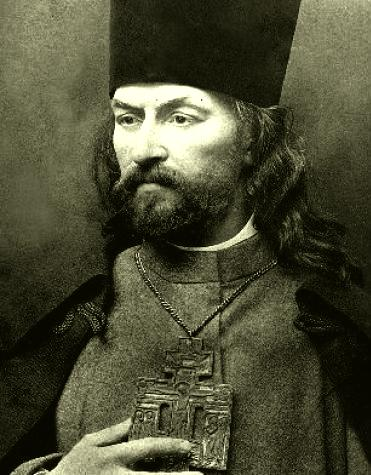
Cha Georgy Gapon, một thầy tu dòng chính thống giáo Nga, đã dẫn đầu cuộc biểu tình của các công nhân để đưa ra kiến nghị tới Sa Hoàng ngày 22 tháng 1 1 năm 1905, được biết đến như Ngày chủ nhật đẫm máu

Người đóng vai trò hàng đầu trong các sự kiện này là linh mục Georgy Gapon. Cha Gapon là một diễn giả lôi cuốn và nhà tổ chức có hiệu quả, người có sự quan tâm sâu sắc đến tầng lớp lao động và thấp hơn ở các thành phố Nga.

"Hội đồng công nhân nhà máy Nga ở St. Petersburg", hay còn gọi là Hội đồng, đã được lãnh đạo bởi Cha Gapon từ năm 1903. Hội được bảo trợ bởi Sở Cảnh sát và St. Petersburg Okhrana (cảnh sát bí mật); trong năm 1904, số lượng thành viên của hội đồng đã tăng lên nhanh chóng, mặc dù các nhóm cực đoan hơn coi đó là một "đồng minh của cảnh sát" - dưới ảnh hưởng của chính phủ. Mục tiêu của Hội đồng là bảo vệ quyền của người lao động và nâng cao vị thế đạo đức và tôn giáo của họ. Theo lời của Cha Gapon, tổ chức này có mục đích
...Một nỗ lực cao cả, dưới sự hướng dẫn của các giáo dân và giáo sĩ có học thức thực thụ của Nga, để thúc đẩy giữa các công nhân một quan điểm màu sắc Kito giáo rõ ràng, thấm nhuần nguyên tắc tương trợ, từ đó giúp cải thiện cuộc sống và điều kiện làm việc của những người lao động mà không bị ngăn cản bởi bạo lực của luật pháp và trật tự trong mối quan hệ của họ với người sử dụng lao động và chính phủ.— G.A. Gapon, trích trong Sablinsky, Con đường tới ngày chủ nhật đẫm máu, 89

Hội đồng phục vụ như một loại công đoàn cho công nhân của St. Petersburg. Được mô tả là bảo thủ nghiêm ngặt trong sự ủng hộ của chế độ chuyên chế, Hội đồng là một biện pháp ngăn chặn ảnh hưởng cách mạng và xoa dịu người lao động bằng cách thúc đẩy cho các điều kiện làm việc, chế độ đãi ngộ và thời gian làm việc tốt hơn. Hội đồng sẽ đóng vai trò là một trong những chất xúc tác cho sự kiện được gọi là Chủ nhật đẫm máu diễn ra sau này.

## Khúc dạo đầu

### Cuộc đụng độ Putilov
Vào tháng 12 năm 1904, bốn công nhân tại nhà máy Putilov Ironworks ở St Petersburg đã bị sa thải vì là thành viên của Hội đồng, mặc dù người quản lý nhà máy khẳng định rằng họ bị sa thải vì những lý do không liên quan. Hầu như toàn bộ lực lượng lao động của Putilov Ironworks đã đình công khi người quản lý nhà máy từ chối tuân theo các yêu cầu của họ rằng các công nhân này phải được cho quay lại làm việc. Các cuộc đình công hưởng ứng ở các khu vực khác của thành phố đã nâng số lượng người đình công lên tới 150.000 công nhân tại 382 nhà máy. Đến ngày 21 tháng 1 [8 tháng 1 theo lịch cũ] năm 1905, thành phố không có điện và không có báo chí và tất cả các khu vực công cộng đã bị tuyên bố đóng cửa.

### Kiến nghị và chuẩn bị cho cuộc Diễu hành
Quyết định chuẩn bị và trình bày một bản kiến nghị được đưa ra trong quá trình thảo luận vào tối ngày 19 tháng 1 [ngày 6 tháng 1 theo lịch cũ] năm 1905, tại trụ sở phong trào của Cha Gapon, "Hội trường Gapon" trên Shlisselburg Trakt ở Saint Petersburg. Bản kiến nghị, được soạn thảo theo các điều khoản tôn trọng của chính Gapon, đã nêu rõ các vấn đề và ý kiến của người lao động và kêu gọi cải thiện điều kiện làm việc, chế độ tiền lương công bằng hơn và giảm thời gian làm việc xuống còn tám giờ. Các yêu cầu khác bao gồm chấm dứt Chiến tranh Nga-Nhật và đưa vào quyền bầu cử phổ thông. Ý tưởng về một bản kiến nghị đã nhận được sự ủng hộ của phần lớn người lao động có đầu óc truyền thống. Từ thế kỷ 15 đến đầu thế kỷ 18, các kiến nghị cá nhân hoặc tập thể là một phương tiện được sự dụng để thể hiện bất bình và kêu gọi sự chú ý của chính quyền Sa hoàng. Chúng có thể được đệ trình lên Petitions Prikaz (văn phòng) ở Moscow, hoặc trực tiếp tới Sa hoàng hoặc các cận thần khi Sa hoàng xuất hiện bên ngoài cung điện.
Cuộc tuần hành ở Cung điện Mùa đông không phải là một hành động cách mạng hay nổi loạn. Các phe nhóm chính trị, chẳng hạn như những người Bolshevik, Menshevik và các nhà cách mạng xã hội không chấp nhận cuộc diễu hành do thiếu các yêu cầu chính trị. Cha Gapon thậm chí còn khuyến khích những người theo ông xé tờ rơi ủng hộ các mục tiêu cách mạng. Phần lớn công nhân Nga vẫn giữ các giá trị bảo thủ truyền thống của họ về Chính thống giáo, niềm tin vào chế độ chuyên chế và thờ ơ với đời sống chính trị. Các công nhân ở St. Petersburg mong muốn nhận được sự đối xử công bằng và điều kiện làm việc tốt hơn; do đó, họ đã quyết định kiến nghị Sa hoàng với hy vọng ông sẽ hành động. Trong mắt họ, Sa hoàng là đại diện của họ, người sẽ giúp đỡ họ nếu ngài biết được tình hình của họ. Chúa trời đã chỉ định Sa hoàng, do đó Sa hoàng có nghĩa vụ bảo vệ người dân và làm những gì tốt nhất cho họ. Kiến nghị của họ đã được viết bằng các điều khoản phụ thuộc và kết thúc bằng một lời nhắc nhở với Sa hoàng về nghĩa vụ của ông đối với người dân Nga và quyết tâm của họ để làm những gì cần thiết nhằm đảm bảo những lời cầu xin của họ được đáp ứng. Trong đó kết luận: "Và nếu Ngài không ra lệnh và không đáp lại lời cầu xin của chúng tôi, chúng tôi sẽ chết ở đây trong quảng trường này trước cung điện của Ngài". Gapon, người có mối quan hệ không rõ ràng với chính quyền Sa hoàng, đã gửi một bản sao đơn thỉnh cầu tới Bộ trưởng Bộ Nội vụ cùng với một thông báo về ý định dẫn đầu một đám rước của các thành viên trong phong trào công nhân của ông ta đến Cung điện Mùa đông vào Chủ nhật tuần kế tiếp
Quân đội đã được triển khai xung quanh Cung điện Mùa đông và tại các điểm quan trọng khác. Bất chấp sự thúc giục của nhiều thành viên trong gia đình hoàng gia ở lại St. Petersburg, Sa hoàng đã rời đi vào thứ Bảy ngày 21 tháng 1 [8 tháng 1 theo lịch cũ] năm 1905 đến Tsarskoye Selo. Một cuộc họp nội các đã được tổ chức mà không có bất kỳ nhận định nào về sự khẩn cấp đặc biệt vào tối hôm đó, kết luận rằng cảnh sát sẽ công khai sự vắng mặt của Sa hoàng và các công nhân theo đó có thể sẽ từ bỏ kế hoạch diễu hành của họ.

## Sự kiện ngày chủ nhật 22 tháng 1

### Bắt đầu diễu hành

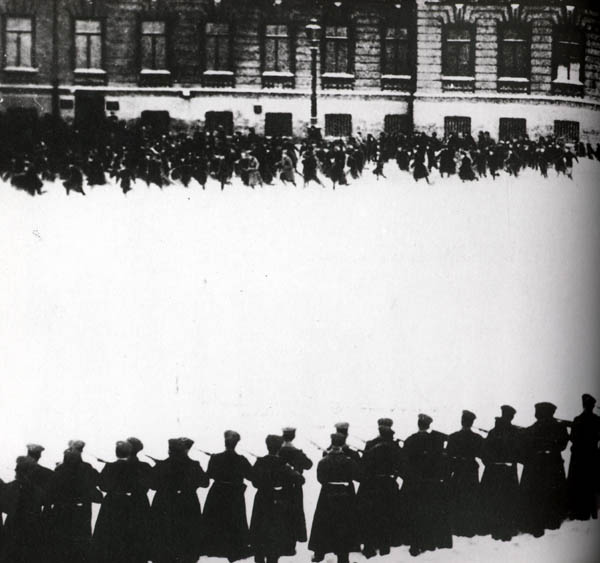
Một cảnh trong bộ phim thời Xô Viết Devyatoe Yanvarya ("Ngày 9 tháng 1") (1925),miêu tả một hàng quân đội được vũ trang đối diện với người biểu tình khi đang hướng về Cung điện Mùa đông ở Sankt-Peterburg

Rạng sáng Chủ nhật, ngày 22 tháng 1 [ngày 9 tháng 1] năm 1905, công nhân bãi khóa và gia đình của họ bắt đầu tập trung tại sáu điểm ở ngoại ô khu công công nghiệp St Petersburg. Giương cao các biểu tượng tôn giáo và hát những bài thánh ca và những bài hát yêu nước (đặc biệt là Chúa phù hộ Sa hoàng!!), một đám đông "hơn 3.000" đã triển khai mà không có sự can thiệp của cảnh sát hướng tới Cung điện Mùa đông, nơi ở chính thức của Sa hoàng. Đám đông, có tâm trạng im lặng, không biết rằng Sa hoàng không ở trong cung điện tại thời điểm này. Theo kế hoạch đã được xây dựng, họ ý định để các nhóm hành quân khác nhau hội tụ trước cung điện vào khoảng 2 giờ chiều. Ước tính tổng số lượng tham gia dao động từ con số 3.000 cho đến 50.000 theo tuyên bố của nhóm tổ chức. Ban đầu, dự định rằng phụ nữ, trẻ em và người lao động cao tuổi nên dẫn đầu, để nhấn mạnh tính thống nhất của cuộc biểu tình. Vera Karelina, một trong những vòng tròn bên trong của Gapon, đã khuyến khích phụ nữ tham gia mặc dù cô dự đoán rằng sẽ có thương vong. Theo phản xạ, những người đàn ông trẻ tuổi di chuyển lên phía trước để tạo thành hàng ngũ đầu tiên.

### Biện pháp của chính phủ

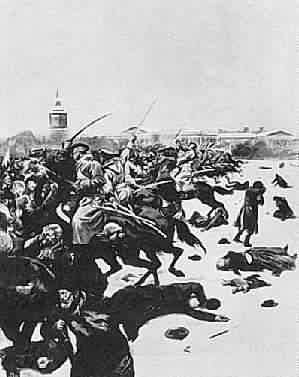
Tranh Xô Viết về thảm sát ngày chủ nhật đẫm máu tại St Petersburg

Một báo cáo đã được gửi tới Sa hoàng tại Tsarskoe Selo vào tối thứ Bảy về các biện pháp được thực hiện để ngăn chặn những người tuần hành. Một lực lượng quân sự đáng kể đã được triển khai trong và xung quanh vòng ngoài của Cung điện Mùa đông. Những đơn vị này bao gồm Lực lượng Vệ binh Hoàng gia, đơn vị đồn trú vĩnh viễn của Saint Peterburg và Cossack, cộng với các trung đoàn bộ binh được chuyển đến bằng đường sắt vào sáng sớm ngày 9 tháng 1 từ Revel và Pskov. Quân đội, hiện có số lượng khoảng 10.000 người, đã được lệnh dừng các nhóm người diễu hành trước khi họ đến quảng trường cung điện nhưng phản ứng của các lực lượng chính phủ không nhất quán và xung đột. Các cảnh sát đã chào đón các biểu ngữ tôn giáo và chân dung của Sa hoàng do đám đông mang theo hoặc tham gia đám rước. Các sĩ quan quân đội khác nói với những người tuần hành rằng họ có thể tiến hành theo các nhóm nhỏ hơn, kêu gọi họ giải tán hoặc ra lệnh cho quân đội của họ bắn vào những người tuần hành mà không cần cảnh báo. Khi đám đông tiếp tục tiến về phía trước, người Cossack và kỵ binh thường trú đã buộc tội họ bằng cách sử dụng kiếm hoặc chà đạp người dân.

### Bắn bỏ
Trường hợp đầu tiên của vụ nổ súng xảy ra trong khoảng từ 10 đến 11 giờ sáng. Không có cuộc chạm trán trực tiếp nào trước Cung điện Mùa đông, như thường lệ được miêu tả, mà là một loạt các vụ va chạm riêng biệt tại các cây cầu hoặc các nút giao dẫn đến trung tâm thành phố. Nhóm do Gapon dẫn đầu đã bị bắn gần Cổng Narva. Khoảng bốn mươi người đã bị giết hoặc bị thương ở đó, mặc dù bản thân Gapon không bị thương.
Vào lúc 2 giờ chiều, các nhóm gia đình đang đi dạo trên Nevsky Prospekt như thường lệ vào các buổi chiều Chủ nhật, hầu như không biết về mức độ bạo lực ở những nơi khác trong thành phố. Trong số đó có những nhóm công nhân vẫn đang hướng đến Cung điện Mùa đông như dự định ban đầu của Gapon. Một đội biệt kích của đội Cảnh vệ Preobrazhensky trước đây đóng tại Quảng trường Cung điện nơi có khoảng 2.300 binh sĩ dự bị, giờ đã tiến đến Nevsky và tạo thành hai hàng ngũ đứng đối diện với Vườn Alexander. Sau một tiếng cảnh báo duy nhất, một tiếng rít vang lên và bốn quả bom được bắn vào đám đông hoảng loạn, nhiều người trong số họ không tham gia vào các cuộc tuần hành có tổ chức.

### Thương vong
Tổng số người thiệt mạng trong các cuộc đụng độ trong ngày không xác định được. Các quan chức của Sa hoàng đã ghi nhận 96 người chết và 333 người bị thương; nguồn tin chống chính phủ tuyên bố hơn 4.000 người chết; ước tính trung bình khoảng 1.000 người chết hoặc bị thương, cả từ bị bắn và bị chà đạp trong lúc hoảng loạn. Một nguồn khác lưu ý rằng ước tính chính thức là 132 người thiệt mạng. Leon Trotsky không đưa ra một con số chính xác nhưng tuyên bố rằng hàng trăm người đã thiệt mạng và nhiều thương vong đã bị chính quyền chôn giấu bí mật.
Nicholas II miêu tả ngày hôm đó như là một ngày "đau thương và buồn bã". Theo các báo cáo ở khắp thành phố, rối loạn và cướp bóc nổ ra. Hội đồng của Gapon đã bị đóng cửa vào ngày hôm đó và Gapon nhanh chóng rời khỏi Nga.

### Phản ứng
Mặc dù Sa hoàng không ở Cung điện Mùa đông và không ra lệnh cho quân đội nổ súng, ông vẫn bị đổ lỗi vì sự quản lý yếu kém và nhẫn tâm trong cách mà cuộc khủng hoảng được xử lý. Mặc dù sẽ là phi thực tế khi những người tuần hành mong đợi Nicholas đi ra Quảng trường Cung điện để gặp họ, nhưng sự vắng mặt của Sa hoàng trong thành phố,chí ít là một số lời khuyên, phản ánh sự thiếu tưởng tượng và nhận thức mà Sa hoàng thể hiện trong các sự kiện khác. Việc hạ sát người dân trong khi nhiều người vẫn coi Sa hoàng là "Người cha bé nhỏ" của họ, dẫn đến sự cay đắng dâng trào đối với Nicholas và chế độ cai trị chuyên chế. Một phản ứng được trích dẫn rộng rãi là "chúng ta không còn có Sa hoàng nữa".
Sự kiện này được Đại sứ Anh xem là nguồn cơn gây ra các hoạt động cách mạng ở Nga và góp phần vào Cách mạng Nga (1905). Giới truyền thông ở Anh và Hoa Kỳ đã bình luận rằng đây là một hành động cực kỳ tiêu cực đối với một chế độ đã không được ủng hộ. Nhà văn Lev Nikolayevich Tolstoy bị tác động về mặt cảm xúc bởi sự kiện này, cho thấy sự nổi dậy của quan điểm tự do, xã hội chủ nghĩa và trí tuệ trong chính nước Nga.

## Hậu quả
Hậu quả tức thời của ngày Chủ nhật đẫm máu là phong trào đình công lan rộng khắp cả nước. Các cuộc đình công bắt đầu nổ ra bên ngoài St. Petersburg như là Moskva, Riga, Warszawa, Vilna, Kovno, Tiflis, Baku, Batum và khu vực Baltic. Tổng cộng, khoảng 414.000 người đã ngừng làm việc trong tháng 1 năm 1905. Sa hoàng Nicholas II đã cố gắng xoa dịu người dân với việc thành lập hội đồng lập pháp Duma Quốc gia (Đế quốc Nga); tuy nhiên, chế độ chuyên chế cuối cùng đã dùng đến lực lượng vũ trang vào gần cuối năm 1905 để ngăn chặn phong trào đình công đang tiếp tục lan rộng. Từ tháng 10 năm 1905 đến tháng 4 năm 1906, ước tính khoảng 15.000 nông dân và công nhân đã bị treo cổ hoặc bị bắn; 20.000 người bị thương và 45.000 người bị lưu đày.
Có lẽ tác động đáng kể nhất của sự kiện ngày Chủ nhật đẫm máu là sự thay đổi mạnh mẽ trong thái độ của nông dân và công nhân Nga. Trước đây, Sa hoàng từng được coi là người có quyền năng tối cao đối với nhân dân: trong những tình huống thảm khốc, quần chúng sẽ kêu gọi Sa hoàng, theo truyền thống thông qua một kiến nghị, và Sa hoàng sẽ đáp lại người dân của ông và hứa sẽ làm cho mọi việc đúng đắn. Các tầng lớp thấp hơn đặt niềm tin của họ vào Sa hoàng. Bất kỳ vấn đề nào mà tầng lớp thấp hơn phải đối mặt đều liên quan đến Boyar; tuy nhiên, sau ngày Chủ nhật đẫm máu, Sa hoàng không còn được phân biệt với các quan chức và phải chịu trách nhiệm cá nhân về thảm kịch xảy ra. Khế ước xã hội giữa Sa hoàng và người dân đã bị phá vỡ, trong đó có vị trí được ủy thác cho Sa hoàng và quyền cai trị thiêng liêng của ông. Mặc dù ngày Chủ nhật đẫm máu không được khởi xướng như một phong trào cách mạng hay nổi loạn, nhưng hậu quả từ phản ứng của chính phủ đã đặt nền móng cho cách mạng bằng cách đưa ra câu hỏi về sự chuyên quyền và tính hợp pháp của Sa hoàng.